# サカテカス銀山
サカテカス銀山（-ぎんざん、西: Mina el Edén）とは、メキシコの銀山。
メキシコ中央部に位置し、16世紀中ごろに発見された。19世紀までは世界の銀の20%を産出した。ここで産出したメキシコ銀は太平洋のアカプルコ貿易で、フィリピンや中国にまで運ばれた。アンデスのポトシ銀山とともに2大鉱山と呼ばれた。
- MINA EL EDÉN / ZACATECAS, ZAC. MÉXICO